# Javier Jiménez Espriú
Javier Jiménez Espriú, né le 31 juillet 1937 à Mexico, est un universitaire et homme politique mexicain. Il est secrétaire aux Communications et aux Transports dans le gouvernement López Obrador, de décembre 2018 à juillet 2020. 

## Biographie
Il est ingénieur mécanicien électricien, diplômé en 1954 de l'Université nationale autonome du Mexique (UNAM). Il se spécialise ensuite en réfrigération industrielle avec le Conservatoire national des arts et métiers, en France. 
Il a été sous-secrétaire aux Communications et au Développement technologique du secrétariat aux Communications et aux Transports pendant le sextennat de Miguel de la Madrid (1982-1988) et président-directeur général de la compagnie aérienne Mexicana de Aviación de 1994 à 1995.
Il est membre de l'Académie nationale d'ingénierie et il a reçu le Prix national d'ingénierie en 2008.
Il est nommé secrétaire aux Communications et aux Transports à partir du 1er décembre 2018. Javier Jiménez Espriú a été impliqué dans la prise de décision de l'annulation du projet de Nouvel aéroport international de la ville de Mexico (es). Le secrétaire affirme que la décision a été prise principalement en raison de causes techniques et financières (en particulier le surcoût), bien que le président cite aussi la corruption comme une des causes de l'arrêt du projet.